# Sous-préfecture de Sōya
La sous-préfecture de Sōya (宗谷総合振興局, Sōya-sōgō-shikō-kyoku) est une sous-préfecture située sur l'île de Hokkaidō, au Japon. Sa capitale, Wakkanai, est la ville la plus septentrionale du Japon.

## Géographie

### Démographie
Au 31 mars 2015, la population de la sous-préfecture de Sōya était de 67 910 habitants répartis sur une superficie de 4 625,09 km2 (densité de population de 15 hab./km2).

### Divisions administratives

#### Ville
La capitale de la sous-préfecture de Sōya est Wakkanai, seule ville de l'entité administrative.

#### Districts, bourgs, villages
- District d'Esashi
  - Esashi
  - Hamatonbetsu
  - Nakatonbetsu
- District de Rebun
  - Rebun
- District de Rishiri
  - Rishiri
  - Rishirifuji
- District de Sōya
  - Sarufutsu (village)
- District de Teshio
  - Horonobe
  - Toyotomi

## Histoire
- 1897 : création de la sous-préfecture de Sōya ; les districts de Sōya, Esashi, Rishiri, Rebun sont placés sous sa juridiction.
- 1948 : le village de Toyotomi (district de Teshio) est transféré depuis la sous-préfecture de Rumoi.